# Tobol
Tobol (rusko Тобoл, tatarsko Тобыл, kazaško Тобыл) je reka v Kazahstanu in Rusiji. Je levi pritok reke Irtiš. Dolga je 1591 km. Površina njenega porečja znaša 426.000 km².
Največji pritoki so: Uj, Iset, Tura, Tavda, Ubagan.
Mesta ob reki Tobol so: Lisakovsk, Rudni, Kustanaj, Kurgan, Jalutorovsk.